# Santo Sínodo

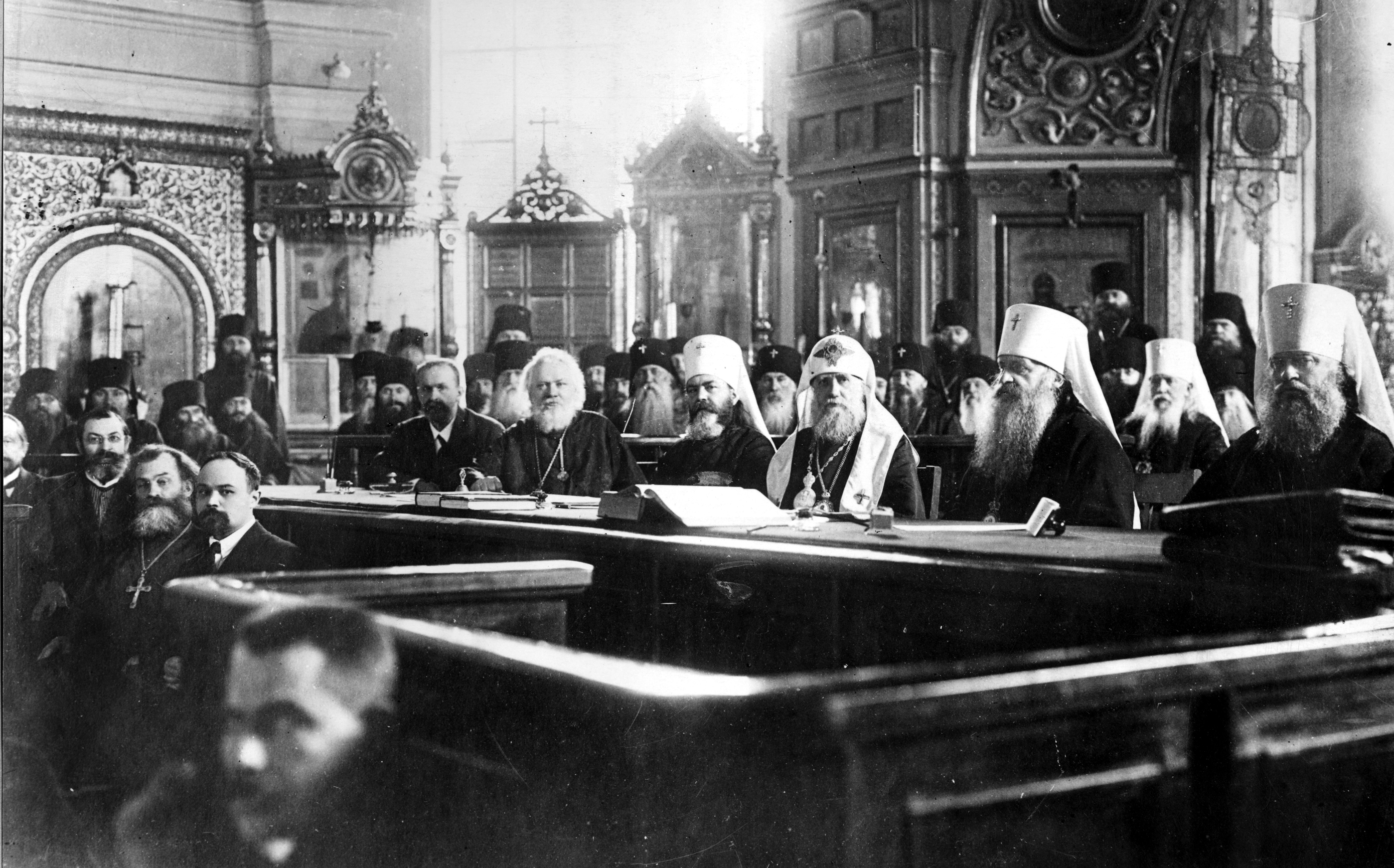
O Santíssimo Sínodo Governante, autoridade máxima da Igreja Ortodoxa Russa em 1917, imediatamente após a eleição do novo patriarca

Em várias igrejas ortodoxas orientais autocéfalas e Igrejas católicas orientais, o patriarca ou bispo-chefe é eleito por um grupo de bispos denominado Santo Sínodo. Por exemplo, o Santo Sínodo é um órgão dirigente da Igreja Ortodoxa da Geórgia.
Na Ortodoxia Oriental, o Santo Sínodo é a autoridade máxima na igreja e formula as regras e regulamentos relativos a questões de organização da igreja, fé e ordem de serviço.

## Primeiros sínodos
O princípio de convocar um sínodo ou concílio de pessoas eclesiásticas para discutir alguma questão grave que afeta a Igreja remonta ao início da história da Igreja. Desde o dia em que os apóstolos se reuniram em Jerusalém para decidir se os convertidos gentios deviam guardar a Lei Mosaica (Atos 15:6-29), tornou-se costumeiro convocar tais reuniões quando a ocasião exige. Os bispos convocaram sínodos de seu clero; metropolitas e patriarcas convocaram seus sufragâneos. Então, a partir de 325, houve uma sucessão dos maiores sínodos, representando todo o mundo católico, que são conhecidos como concílios gerais. 